# Epitaffio (Foggia)

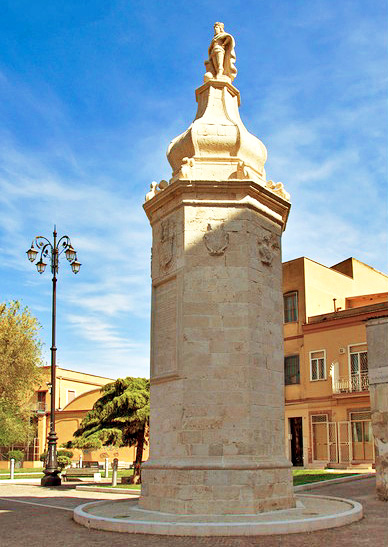
Epitaffio

L'Epitaffio di Foggia è un monumento realizzato nel 1651 e situato al termine di Via Alessandro Manzoni verso Piazza Sant'Eligio, sul punto di arrivo dei tratturi L'Aquila-Foggia e Celano-Foggia.
Il nome deriva da una targa presente sul monumento che ricorda il completamento sotto il re Filippo IV di Spagna di una reintegra dei confini dei tratturi.